# Odontopyge kollarii
Odontopyge kollarii är en mångfotingart som först beskrevs av Brandt 1841.  Odontopyge kollarii ingår i släktet Odontopyge och familjen Odontopygidae. Inga underarter finns listade i Catalogue of Life.